# Allodahliinae
Allodahliinae – podrodzina skorków z podrzędu Neodermaptera i rodziny skorkowatych.
Skorki te mają czworokątne, zwykle szersze niż dłuższe, rzadziej nieco tylko dłuższe niż szerokie przedplecze o bokach równoległych lub prawie równoległych. U rodzaju Allodahia pokrywy (tegminy) są znacznie dłuższe od przedplecza i zaopatrzone w blaszkowate listewki na brzegach bocznych, a skrzydła tylnej pary w pełni rozwinięte. U pozostałych rodzajów pokrywy są tak długie jak przedplecze i zaopatrzone w wąskie, nieblaszkowate listewki na brzegach bocznych, a skrzydeł tylnych brak zupełnie. Przysadki odwłokowe przekształcone są w szczypce. U samców ich kształt i wymiary mogą być różne, ale zwykle ich ramiona są wydłużone, łukowato wygięte i zaopatrzone w jeden lub więcej ząbków na wewnętrznych krawędziach.
Przedstawiciele podrodziny zasiedlają krainy: palearktyczną i orientalną.
Takson ten wprowadzony został w 1902 roku przez Karla Wilhelma Verhoeffa. Należą doń 3 rodzaje:
- Allodahlia Verhoeff, 1902
- Brindleiana Steinmann, 1975
- Eulithinus Hincks, 1935